# René Taton
René Taton (L'Échelle, 4 aprile 1915 – Ajaccio, 9 agosto 2004) è stato uno storico francese.
Fu co-editore (insieme a Suzanne Delorme) della Revue d'histoire des sciences.
Nel 1935 diventò uno studente dell'École normale supérieure de Saint-Cloud.

## Opere
- To continue the calculus (collection of Abbot Moreux), 1945?
- History of computing, coll. "What do I know? "1946
- Mental arithmetic , Presses Universitaires de France , coll. "What do I know? " n o 605, Paris. First edition: 1953, 128 p., (notice BnF n o FRBNF326561651) . Last Edit: 1979, 126 p., ( ISBN 2-13-035802-0 ), (notice BnF n o FRBNF34655169f) .
- Casualties and accidents of scientific discovery: illustration of some characteristic stages of the evolution of science, published by Masson et al. "Evolution Science" n o 6, Paris, 1955, 172 p., (notice BnF n o FRBNF32656167q) .
- General History of Science (1957 to 1964), reissue (1966-1983).
- Historical Studies of Science (collected his 85 th birthday by Danielle Fauque Myriana Ilic and Robert Halleux), Brepols Publishing, coll. "From diversis artibus" n o 47, Turnhout, 2000, 544 p., ( ISBN 2-503-51007-8 ), (notice BnF n o FRBNF37734558t) .
- Later writings, 2000, compilato da R. Halleux